# NK Mladost Rovinjsko Selo
NK Mladost je nogometni klub iz Rovinjskog Sela koji trenutno igra u 1. ŽNL. Domaće utakmice igra na igralištu Kunfin. Sjedište mu je u Domu kulture u Rovinjskom Selu. Klub ima zastavu i znak, zastava je plavo - bijele boje s znakom kluba u sredini. Znak ima natpis Nogometni klub " Mladost" Rovinjsko Selo, simbol lopte i 1959. godinu.

## Vanjske poveznice
- Informacije o klubu  Arhivirana inačica izvorne stranice od 27. ožujka 2014. (Wayback Machine)